# Osnovni tipovi podataka u Akcesu
U ovom članku su opisani osnovni tipovi podataka u Akcesu. Da bi se čuvali različiti podaci, usvojen je sistem za njihovu kategorizaciju, čime se omogućava primena odgovarajućih operacija nad istim: Da bi se omogućilo pretraživanje, obrada i prikaz podataka iz baze podataka neophodno je da postoji sistem kojim se podaci dele po srodnosti. U okviru Akcesa je usvojeno 8 tipova podataka od kojih se svaki posebno prilagođava korisniku.

## 
služi za unos tekstualnih karaktera maksimalne dužine od 255 karaktera. U okviru opštih podešavanja za ovaj tip podataka korisnik ima mogućnost da unapred zada ograničenje unosa, format unosa, početnu vrednost, da zada da li je dati podatak neophodan, da li se koristi za indexiranje, a u okviru dodatih podesavanja bira i izgled kontrole za unos teksta.
Memo je takođe tekstualni tip podataka ali za razliku od teksta njegovo jedino ograničenje je kapacitet radne memorije računara. U okviru opštih podešavanja za ovaj tip korisnik može da podesi format unosa, početnu vrednost, da odredi da li je podatak neophodan ili da li se koristi za indeksiranje.
 služi za unos brojčanih podataka. U okviru opštih podešavanja korisnik ima mogućnost da zada opseg dozvoljenjih vrednosti, slično kao u Pascalu.
Autonumber je poseban brojčani tip podataka kojim korisnik prepušta samom programu merenje vrednosti. Može biti:    
1. - da se poveća za jedan
2. - da mu se dodeljuje vrednost po sličnom uzorku

Date/Time je vrsta podataka za unost datuma ili vremena. U okviru opštih podešavanja korisnik bira da li želi da unese datum ili vreme. Korisnik takođe podešava početnu vrednost da li je  podatak neophodan i da li se koristi pri indeksiranju.
Currency je brojčani tip podataka kojim se opisuju iznosi u valuti i ima cetiri decimalna mesta.
Yesino je logicki tip podataka koji moze imati samo dve vrednosti: T ili neT(Obrnuto slovo T). Takođe bira format unosa,početnu vrednost da li je neophodan ili se indeksira.

## Ole object
Ole object povezuje tabelu u bazi podataka sa nekim već postojećim dokumentima na računaru.

## 
je tip podataka za čuvanje internet adresa i neke internet stranice.